# Обри III де Даммартен
Альберик III де Даммартен (Albéric (Aubry) III de Dammartin) (1140/45, Даммартен — 19 сентября 1200, Лондон) — граф Даммартен. Также был владельцем сеньории Лилльбонн в Нормандии, по которой был вассалом английских королей.
Сын Альберика II Даммартена и его жены, чьи имя и происхождение не выяснены.
Родился 1140/45 в Даммартен-ан-Гоэль.
В 1159/60 женился на английской знатной даме Джоан Бассет (ум. 1160/62), вдове Ги ФицПейна де Ридала и Симона де Жерармулена. Она умерла вскоре после свадьбы, оставив мужу сеньорию Пиддингтон в Оксфордшире.
В 1162/65 году Обри III женился на Маго (Матильде) де Клермон (1147—1200), дочери графа Рено II де Клермона и его второй жены Клеменции Барской.
В 1170/76 уступил королю сеньорию Ферте-Але.
В 1186 году вступил в конфликт с королём Филиппом II Августом и бежал в Англию. Графство Даммартен было конфисковано, но король Англии Генрих II Плантагенет в качестве компенсации даровал Обри земли в Норфолке и Суффолке.
Умер в 1200 году.
Согласно завещанию, похоронен в аббатстве Жюмьеж.

## Дети
- Рено де Мелло-Даммартен (1165/70—1217);
- Аэлис (1170—1237), муж — Жан, шателен де Три;
- Симон де Мелло-Даммартен (1180—1239), граф Понтье;
- Агнес (1185—1233), муж — Гийом I де Фьенн;
- Клеменция, муж — Жак де Сент-Омер.